# 벤저민 올콕
벤저민 올콕(1801 –?)은 아일랜드의 해부학자이다. 그는 음부신경을 싸고 도는 근막초(sheath)에 대해 처음 설명한 업적을 남겼다. 이 근막초는 나중에 올콕관(Alcock's canal)으로 알려지게 되었고, 후대에 들어서는 일반적으로 음부신경관이라는 이름으로 불린다.

## 일생
아일랜드 킬케니 출신인 그는 저명한 의사인 너새니얼 올콕(Nathaniel Alcock)의 다섯 자녀 중 막내로 1801년 5월에 태어났다. 벤저민은 이후 당대 아일랜드의 저명한 외과의사였던 에이브러햄 콜리스(Abraham Colles) 밑에서 일하여 성공한 해부학자가 되었다. 킬케니 칼리지에서 공부한 이후, 그는 더블린의 트리니티 칼리지에서 해부학을 공부하고 1821년 졸업했다.
1825년 올콕은 아일랜드 왕립외과대학(Royal College of Surgeons in Ireland)의 면허 소지자가 되었고 1827년 더블린 대학교에서 석사 학위를 취득했다. 그는 그해 말에 왕립외과대학의 회원이 되었다. 1825년에는 해부학 시연자(demonstrator)로 일하기 시작했고 1836년부터는 해부학 교수로 근무했다. 1837년 올콕은 아일랜드 코크대학교(Queen's College, Cork)의 해부학, 생리학 및 병리학 최초의 교수가 되었으며 아일랜드의 Apothecaries' Hall에서 10년 이상 근무했다. 1849년 퀸스 칼리지에 의과대학이 개교했을 때 그곳의 해부학 교수로 취직했다.
그러나 그는 대학 측에게서 1854년 사직 요청을 받아 몇 년밖에 근무하지 못했다. 이런 사직 요청은 올콕이 시체 조달과 관련하여 학교 행정부와 크게 다툰 후 일어났다. (1832년 해부법의 통과 이후). 간단히 말해서, 사용할 수 있는 시신이 부족해지자 올콕은 구빈원에서 사망한 사람들과 관계있는 사람인 척하여 그 시신을 넘겨받자고 학교에 제안했다. 그런 정직하지 못한 일로 인해 그는 1854년에 사임을 요구받았다. 올콕은 이 사임 요청에 대해 항소했지만 받아들여지지 않았고 결국 1855년에 해고되었다. 몇 년 후인 1859년 아일랜드에서 고용되기 어려워진 그는 미국으로 떠났고 다시는 소식을 알 수 없게 되었다.